# Otok Clipperton
Otok Clipperton, izvornog naziva "île de la Passion" (Otok strasti), je francuski atol u Tihom oceanu, 1.280 kilometara zapadno od obale Meksika. Otok je bio od 1936. pod upravom Établissements français d'Océanie (francuske uprave u Oceaniji), a od 18. ožujka 1986. njime se upravlja iz Francuske Polinezije. Zbog velikog pomorskog značaja, otok je pod upravom premijera, kojeg predstavlja Visoki izaslanik Francuske Polinezije. On odlučuje o pristupanju otoku i davanju prava za vađenje ruda. Ovaj francuski posjed službeno nije dio TOM-a (prekomorskih zajednica).

## Povijest
Otok su otkrili 2. travnja 1711. Francuzi Martin de Chassiron i Michel du Bocage, zapovjednici fregata La Découverte i La Princesse. Otok su nazvali île de la Passion (Otok strasti).
Ime Clipperton dolazi od imena engleskog pirata i prirodnjaka Johna Clippertona (ili Clippingtona), za kojeg se vjeruje da je 1704. prošao kraj otoka ili se čak tamo iskrcao. Iako ne postoji nikakav dokaz o tome, povijesno je sačuvano ime Clipperton, a jedan od razloga bi mogao biti i legenda o zakopanom blagu.
Francuska je 17. studenog 1858. godine anektirala otok, zbog njegove velike strategijske važnosti. Na otoku je bila predviđena gradnja luke u kojoj bi se brodovi sakrili za vrijeme magle. Također, na najvišoj točki otoka trebao je biti izgrađen svjetionik. Ipak, otriće velike količine guana na otoku je potaknulo obližnji Meksiko na okupaciju otoka 1897. godine. Postoje također indicije da je otok od 1895. do 1896. bio pod okupacijom SAD-a. Zbog izbijanja Meksičke revolucije, brodovi koji su na otok dolazili dva puta godišnje, prestali u dolaziti. Godine 1914. meksička vlada je zaboravila garnizon vojnika sa ženama i djecom, koji su ostali na otoku od 1906. Svi stanovnici su pomrli od skorbuta i gladi, osim tri žene i osmero djece, koje je 18. srpnja 1917. spasio američki brod Yorktown. Ta je priča postala poznata po imenom "Zaboravljeni na Clippertonu".
Nakon sukoba između Francuske i Meksika, francuski suverenitet je vraćen 31. siječnja 1931. godine, nakon arbitraže Međunarodnog suda i talijanskog kralja Viktora Emanuela III. Meksiko je priznao francuski suverenitet nad otokom tek 1959. g. Godine 1944. otok su zauzele SAD, koje su tamo izgradile zračnu pistu. Nakon protesta francuskog ministra vanjskih poslova Georgesa Bidaulta u siječnju 1945. godine, SAD je Francuskoj vratio otok 21. ožujka 1945. Od 1966. do 1969. godine na otoku su se vodila istraživanja "Missions Bougainville", kad je detaljno istažena hidrobiologija lagune i fauna.
Meksičko-francuska ekspedicija "Surpaclip" je u studenom 1997. godine bila prva znanstvena ekspedicija na otoku nakon 27 godina, (prethodna je bila ona slavnog istraživača Cousteaua. To je, također, bio prvi put da su Meksikanci posjetili otok nakon drame od 1914. do 1917.
Godine 2001. francuska misija "Passion 2001" pod vodstvom C. Jost iz CNRS-a uz pomoć Francuske mornarice napravila je niz istraživanja na otoku, uključujući popis flore i faune, izradu nove kartografije itd.
Od prosinca 2004. do ožujka 2005., istraživač Jean-Louis Étienne zajedno s ekipom znanstvenika je napravio popis životinja koje žive na otoku. Cilj istaživanja bilo je promatranje evolucije biosfere na ovom malom prostoru, praktički bez ljudskog utjecaja.

## Zemljopis
Clipperton ili Otok Strasti je najmanji francuski posjed u Tihom oceanu. Nalazi se 1.280 kilometara od prve kopnene obale, Acapulca u Meksiku i 945 km od najbližeg kopna, sjevernog malog otoka Soccoro u meksičkom otočju Revillagigedo. Najbliže francusko tlo je otok Nuku Hiva u Markižanskom otočju, 4.018 km jugozapadno. Havajsko otočje je udaljeno 4 930 kilometara.
Clipperton je jedini koraljni atol u ovom dijelu Pacifika. Kružnog je oblika, opsega 12 km. Ukupna površina teritorija je 1,7 km², a najviša točka je vulkanski kamen, visine 29 metara.
Izvorno otvorena na dva prolaza (jugoistočno i sjeveroistočno), laguna (7,2 km²) je zatvorena između 1840. i 1858. godine, vjerojatno zbog oluja. Izolacija vode u laguni od oceanske vode je izazvala smrt koralja i eutrofizaciju. Zbog isparavanja vode u laguni, ona je slanija i kiselkasta. Ovdje se nalazi više rupa dubljih od 20 metara, a najdublja ima 90 metara i naziva se "Rupa bez dna" (Trou sans fond). Visoka koncentracija podvodnog sumpora je spriječila Cousteaua u detaljnijem istraživanju podmorja.
Vegetaciju sačinjava nisko raslinje i nekoliko palmi. Na otoku živi velika zajednica rakova (oko 12 milijuna iz porodice Gecarcinadae). Također postoji i veliki broj ptica (oko 110 000). Zanimljivo je da je negdje u razdoblju između 1858. i 1917. s otoka nestalo sve nisko raslinje. Smatra se da ga je uništila oluja ili oprao cunami uzrokovan potresom. Vode oko otoka su prepune morskih pasa.

## Administracija
Međunarodna konvencija za pomorsko pravo iz 1982. godine dopušta Francuskoj gospodarenje morskim područjem od 435 612 km² oko otoka. Akademija prekomorskih znanosti 1981. godine preporuča gradnju ribolovne baze na otoku, otvaranje lagune i gradnju zračne piste. Godine 1986. otok je klasificiran kao "javni posjed države" (domaine public de l'État).
Nekoliko puta na godinu Francuska mornarica posjećuje otok, kako bi zamijenila memorijalnu ploču i nacionalnu zastavu, koje često kradu šverceri, ribolovci i lovci na blago.

## Zanimljivosti
- Smatra se da je Engleska proglasila Clipperton otok pod lažnom geografskom dužinom i širinom, te je tako vlasnik fantomskog Clippertona.
- U mnogim enciklopedijama piše da na otoku živi oko 50 stanovnika. To je podatak koji nije obnovljen od 1917. g.
- Novinar Gabriel Macé često spominje Clipperton u satiričkom listu Le Canard enchaîné te je tako postao stručnjak za ovaj mali otok.

## Vanjske poveznice
- Službena stranica  Arhivirana inačica izvorne stranice od 14. ožujka 2016. (Wayback Machine)
- Neslužbena stranica
- Stranica Jean-Louis Étienneova ekspedicije  Arhivirana inačica izvorne stranice od 12. svibnja 2008. (Wayback Machine)
- Otok Clipperton na Infopleaseu
- WorldStatesmen
- Financije Clippertona
- Službena stranica obitelji Clipperton  Arhivirana inačica izvorne stranice od 24. ožujka 2017. (Wayback Machine)

|  | Portal Francuske – Pristup člancima s tematikom o Francuskoj. |